# Aldaris
Aldaris — латвийская компания, производящая пиво и безалкогольные напитки. С 2008 года пивоварня входит в состав Carlsberg Group. Головной офис расположен в Риге.

## История

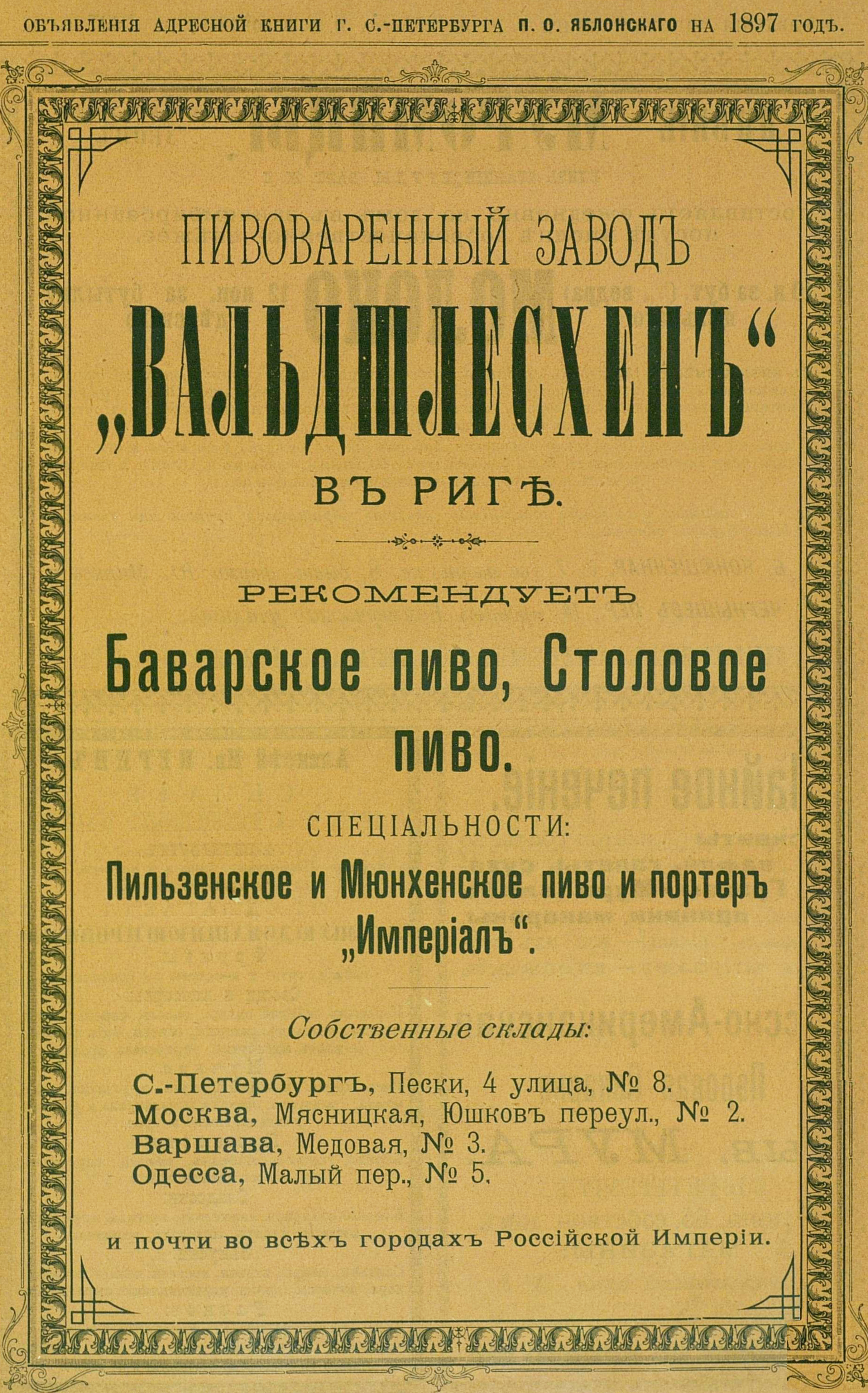
Реклама завода Вальдшлесхен, 1897 год.

Эмблема «Waldschlösschen»

Здание пивоварни Aldaris в Рижском микрорайоне Саркандаугава

В 1865 году по проекту Иоганна Даудера на окраине Риги была построена пивоварня «Waldschlösschen» (рус. «Лесной замок»). В 1880 году её приобрёл инженер-химик доктор Адольф Робертович фон-Бюнгнер, значительно расширивший и усовершенствовавший производство.
Пивоварение было весьма прибыльным промыслом, предприятие быстро развивалось, и в конце XIX века городское строительное правление получило прошение на расширение и модернизацию. На пивоварне был установлен паровой котёл, система водоснабжения, были построены здания, которые сохранились и по сей день.
Пиво, сваренное в «Waldschlösschen», находило своих ценителей как в России, так и по всей Европе. Сохранился счёт 1899 года, свидетельствующий о том, что во времена «Waldschlösschen» варилось пять сортов пива —— Tafelbeer, Мюнхенское, Porteris, Пильзенское и Экспортное. В конце века была выпущена партия пива, разлитая в фарфоровые бутылки, сделанные специально по этому поводу.

### XX век
В начале XX века пивоварня завоевала звание самой современной и стала широко известна за пределами Лифляндии. Завод располагался в 3-м Санкт-Петербургском полицейском участке г. Риги в доме № 104Б по Паровой улице. В 1904 году Адольф фон-Бюнгнер основал Акционерное общество пивоваренного завода «Вальдшлесхен» в Риге. Устав общества был Высочайше утверждён 3 декабря; основной капитал общества составлял полтора миллиона рублей, разделённых на 3000 акций по 500 рублей каждая.
Первая мировая война не причинила никакого вреда пивоварне. Во время войны пивовары варили пиво только ради сохранения дрожжей; варки проводились один-два раза в месяц.
Следующий поворот в истории пивоварни случился в 1937 году, когда было учреждено акционерное общество «Aldaris». Предприятие получило новое название и символику, автором которой стал Артурс Апейнис. Это было время модернизации пивоварни. Были установлены медные котлы и прочее оборудование, закупленное в Германии. Пиво, сваренное в новых котлах, приобретало особые качества вкуса. Эти котлы и сегодня находятся в старинных помещениях компании, и являются единственными в Европе.

### XXI век
В 2008 году продукция компании составляла 46,1 % продукции латвийского пивного рынка. Производится линейка фруктового низкоградусного пива D-Light: пиво с вишней, пиво с лимоном и др. Aldaris смог сварить у себя на производстве пиво из ячменя и хмеля при одном брожении до 11-12 об. креп.
В начале 2010-х годов экспорт Aldaris в страны Балтии вырос на 74 %. Оригинальное пиво Aldaris экспортируется в основном в страны, куда уезжают жители Латвии — Литву, Эстонию, Ирландию, Великобританию, Израиль, США.
Вкладываются средства в эффективность, модернизацию, в создание новых сортов пива и брендов, в повышение энергоэффективности.
По случаю 150-летия Aldara в 2015 году в рамках Ночи музеев свои двери открыл первый в Латвии музей пива — Музей пива Aldara. 